# 延壽 (私年號)
延壽是日本江戶時代的私年號，建元者為戊辰戰爭的舊幕府軍和東北諸藩，年號含意為延續德川幕府的壽命。
該年號見於吉野真保《嘉永明治年間錄》及《中外新聞》。其內容為：
- 《嘉永明治年間錄》一七：（慶應四年五月二十四日，奧羽傳言改換年號）
- 慶應四年五月十七日付《中外新聞》標題：（年號改為延壽的傳聞）

## 紀年對照表
| 延壽   | 元年    |
| ------ | ------- |
| 西元   | 1868年  |
| 干支   | 戊辰    |
| 公年號 | 慶應4年 |

## 同期存在的其他政權年號
- 日本
  - 慶應（1865年－1868年）：江戶時代—孝明天皇、明治天皇之年號
- 中國
  - 同治（1862年－1874年）：清朝—同治帝載淳之年號
- 越南
  - 嗣德（1848年－1883年）：阮朝—嗣德帝、育德帝、協和帝之年號

## 參看
- 日本年號索引
- 其他使用延寿年號的政權